# 79ste Oscaruitreiking
De 79ste Oscaruitreiking, waarbij prijzen werden uitgereikt aan de beste prestaties in films uit 2006, vond op 25 februari 2007 plaats in het Kodak Theatre in Hollywood. De ceremonie werd gepresenteerd door Ellen DeGeneres. De genomineerden werden op 23 januari bekendgemaakt door Sid Ganis, voorzitter van de Academy, en actrice Salma Hayek in het Samuel Goldwyn Theater te Beverly Hills.

## Winnaars en genomineerden
De winnaars staan bovenaan in vet lettertype.

#### Beste film
- The Departed
  - Babel
  - Letters from Iwo Jima
  - Little Miss Sunshine
  - The Queen

#### Beste regisseur
- Martin Scorsese - The Departed
  - Clint Eastwood - Letters from Iwo Jima
  - Stephen Frears - The Queen
  - Paul Greengrass - United 93
  - Alejandro González Iñárritu - Babel

#### Beste mannelijke hoofdrol
- Forest Whitaker - The Last King of Scotland
  - Leonardo DiCaprio - Blood Diamond
  - Ryan Gosling - Half Nelson
  - Peter O'Toole - Venus
  - Will Smith - The Pursuit of Happyness

#### Beste vrouwelijke hoofdrol
- Helen Mirren - The Queen
  - Penélope Cruz - Volver
  - Judi Dench - Notes on a Scandal
  - Meryl Streep - The Devil Wears Prada
  - Kate Winslet - Little Children

#### Beste mannelijke bijrol
- Alan Arkin - Little Miss Sunshine
  - Jackie Earle Haley - Little Children
  - Djimon Hounsou - Blood Diamond
  - Eddie Murphy - Dreamgirls
  - Mark Wahlberg - The Departed

#### Beste vrouwelijke bijrol
- Jennifer Hudson - Dreamgirls
  - Adriana Barraza - Babel
  - Cate Blanchett - Notes on a Scandal
  - Abigail Breslin - Little Miss Sunshine
  - Rinko Kikuchi - Babel

#### Beste originele scenario
- Little Miss Sunshine - Michael Arndt
  - Babel - Guillermo Arriaga
  - Letters from Iwo Jima - Iris Yamashita en Paul Haggis
  - Pan's Labyrinth - Guillermo del Toro
  - The Queen - Peter Morgan

#### Beste bewerkte scenario
- The Departed - William Monahan
  - Borat: Cultural Learnings of America for Make Benefit Glorious Nation of Kazakhstan - Sacha Baron Cohen, Anthony Hines, Peter Baynham, Dan Mazer en Todd Phillips
  - Children of Men - Alfonso Cuarón, Timothy J. Sexton, David Arata, Mark Fergus en Hawk Ostby
  - Little Children - Todd Field en Tom Perrotta
  - Notes on a Scandal - Patrick Marber

#### Beste niet-Engelstalige film
- The Lives of Others - Duitsland
  - After the Wedding - Denemarken
  - Days of Glory (Indigènes) - Algerije
  - Pan's Labyrinth - Mexico
  - Water - Canada

#### Beste animatiefilm
- Happy Feet - George Miller
  - Cars - John Lasseter
  - Monster House - Gil Kenan

#### Beste documentaire
- An Inconvenient Truth - Davis Guggenheim
  - Deliver Us from Evil - Amy Berg en Frank Donner
  - Iraq in Fragments - James Longley en John Sinno
  - Jesus Camp - Heidi Ewing en Rachel Grady
  - My Country, My Country - Laura Poitras en Jocelyn Glatzer

#### Beste camerawerk
- Pan's Labyrinth - Guillermo Navarro
  - The Black Dahlia - Vilmos Zsigmond
  - Children of Men - Emmanuel Lubezki
  - The Illusionist - Dick Pope
  - The Prestige - Wally Pfister

#### Beste montage
- The Departed - Thelma Schoonmaker
  - Babel - Stephen Mirrione en Douglas Crise
  - Blood Diamond - Steven Rosenblum
  - Children of Men - Alex Rodríguez en Alfonso Cuarón
  - United 93 - Clare Douglas, Christopher Rouse en Richard Pearson

#### Beste artdirection
- Pan's Labyrinth - Eugenio Caballero en Pilar Revuelta
  - Dreamgirls - John Myhre en Nancy Haigh
  - The Good Shepherd - Jeannine Oppewall, Gretchen Rau en Leslie E. Rollins
  - Pirates of the Caribbean: Dead Man's Chest - Rick Heinrichs en Cheryl Carasik
  - The Prestige - Nathan Crowley en Julie Ochipinti

#### Beste originele muziek
- Babel - Gustavo Santaolalla
  - The Good German - Thomas Newman
  - Notes on a Scandal - Philip Glass
  - Pan's Labyrinth - Javier Navarrete
  - The Queen - Alexandre Desplat

#### Beste originele nummer
- "I Need to Wake Up" uit An Inconvenient Truth - Muziek en tekst: Melissa Etheridge
  - "Listen" uit Dreamgirls - Muziek: Henry Krieger en Scott Cutler, tekst: Anne Preven
  - "Love You I Do" uit Dreamgirls - Muziek: Henry Krieger,  tekst: Siedah Garrett
  - "Our Town" uit Cars - Muziek en tekst: Randy Newman
  - "Patience" uit Dreamgirls - Muziek: Henry Krieger, tekst: Willie Reale

#### Beste geluidsmixing
- Dreamgirls - Michael Minkler, Bob Beemer en Willie Burton
  - Apocalypto - Kevin O'Connell, Greg P. Russell en Fernando Cámara
  - Blood Diamond - Andy Nelson, Anna Behlmer en Ivan Sharrock
  - Flags of Our Fathers - John Reitz, Dave Campbell, Gregg Rudloff en Walt Martin
  - Pirates of the Caribbean: Dead Man's Chest -  Paul Massey, Christopher Boyes en Lee Orloff

#### Beste geluidsbewerking
- Letters from Iwo Jima - Alan Robert Murray en Bub Asman
  - Apocalypto - Sean McCormack en Kami Asgar
  - Blood Diamond - Lon Bender
  - Flags of Our Fathers - Alan Robert Murray en Bub Asman
  - Pirates of the Caribbean: Dead Man's Chest - Christopher Boyes en George Watters II

#### Beste visuele effecten
- Pirates of the Caribbean: Dead Man's Chest - John Knoll, Hal Hickel, Charles Gibson en Allen Hall
  - Poseidon - Boyd Shermis, Kim Libreri, Chas Jarrett en John Frazier
  - Superman Returns - Mark Stetson, Neil Corbould, Richard R. Hoover en Jon Thum

#### Beste kostuumontwerp
- Marie Antoinette - Milena Canonero
  - Curse of the Golden Flower - Yee Chung Man
  - The Devil Wears Prada - Patricia Field
  - Dreamgirls - Sharen Davis
  - The Queen - Consolata Boyle

#### Beste grime
- Pan's Labyrinth - David Martí en Montse Ribé
  - Apocalypto - Aldo Signoretti en Vittorio Sodano
  - Click - Kazuhiro Tsuji en Bill Corso

#### Beste korte film
- West Bank Story - Ari Sandel
  - Binta and the Great Idea (Binta y la Gran Idea) - Javier Fesser en Luis Manso
  - Éramos Pocos (One Too Many) - Borja Cobeaga
  - Helmer & Son - Søren Pilmark en Kim Magnusson
  - The Saviour - Peter Templeman en Stuart Parkyn

#### Beste korte animatiefilm
- The Danish Poet - Torill Kove
  - Lifted - Gary Rydstrom
  - The Little Matchgirl - Roger Allers en Don Hahn
  - Maestro - Géza M. Tóth
  - No Time for Nuts - Chris Renaud en Michael Thurmeier

#### Beste korte documentaire
- The Blood of Yingzhou District - Ruby Yang en Thomas Lennon
  - Recycled Life - Leslie Iwerks en Mike Glad
  - Rehearsing a Dream - Karen Goodman en Kirk Simon
  - Two Hands - Nathaniel Kahn en Susan Rose Behr

#### Jean Hersholt Humanitarian Award
- Sherry Lansing

#### Ere-award
- Ennio Morricone, als erkenning voor zijn prachtige en veelzijdige bijdragen aan de kunst van de filmmuziek.[2]

## Films met meerdere nominaties
De volgende films ontvingen meerdere nominaties:
| Nominaties | Film                                       | Awards |
| ---------- | ------------------------------------------ | ------ |
| 8          | Dreamgirls                                 | 2      |
| 7          | Babel                                      | 1      |
| 6          | Pan's Labyrinth                            | 3      |
| 6          | The Queen                                  | 1      |
| 5          | Blood Diamond                              |        |
| 5          | The Departed                               | 4      |
| 4          | Letters from Iwo Jima                      | 1      |
| 4          | Little Miss Sunshine                       | 2      |
| 4          | Notes on a Scandal                         |        |
| 4          | Pirates of the Caribbean: Dead Man's Chest | 1      |
| 3          | Apocalypto                                 |        |
| 3          | Children of Men                            |        |
| 3          | Little Children                            |        |
| 2          | Cars                                       |        |
| 2          | The Devil Wears Prada                      |        |
| 2          | Flags of Our Fathers                       |        |
| 2          | An Inconvenient Truth                      | 2      |
| 2          | The Prestige                               |        |
| 2          | United 93                                  |        |